# Bataille de Philippes
Deuxième Guerre civile romaine
La bataille de Philippes (septembre – 23 octobre 42 av. J.-C.) voit, au cours de deux affrontements successifs, les triumvirs Octave et Antoine vaincre les républicains Brutus et Cassius dans la plaine à l'ouest de Philippes, en Macédoine orientale. 
Cette défaite sonne le glas des espoirs du Sénat de préserver le régime républicain.

## Guerre civile entre le second triumvirat et les républicains
Après le coup d'État d'Octave qui se fait élire consul par les comices le 19 août 43 av. J.-C., et la conclusion du second triumvirat le 27 novembre 43 av. J.-C. avec Lépide et Marc Antoine, les espoirs du Sénat de maintenir la république reposent sur les assassins de César, Brutus et Cassius, qui se sont enfuis en Orient en 44 av. J.-C. En automne 43, Cassius qui a pris la tête des légions de Syrie et d'Égypte, et vaincu le césarien Dolabella à Laodicée, fait sa jonction avec Brutus à Smyrne. Tous deux décident alors la guerre totale contre les triumvirs.

## Mouvements des armées avant la bataille
Brutus et Cassius franchissent les détroits avec une armée imposante de vingt légions accompagnées d'une importante cavalerie.
Antoine et Octave traversent l'Adriatique puis la Grèce avec vingt-huit de leurs quarante-trois légions. Ils en détachent une armée de huit légions qu'ils envoient sous le commandement de L. Decidius Saxa et de C. Norbanus Flaccus à la rencontre des républicains. Cette armée traverse toute la Macédoine pour aller interdire l'accès de deux défilés en Thrace : Decidius occupe celui des Korpiles et Norbanus celui des Sapéens.
Brutus et Cassius sont prévenus de la présence de Norbanus aux défilés des Sapéens par le prince thrace Rhaskuporis, leur allié. Ils contournent l'obstacle grâce à un stratagème : ils envoient leur flotte, menée par Tillius Cimber, avec une légion, contourner le cap Serrheion et longer la côte pour faire croire qu'ils n'ont pas besoin de la route terrestre. Effectivement, Norbanus, impressionné par la démonstration de force, ordonne à Decidius de faire retraite, ce qui dégage le défilé des Korpiles pour les républicains.

Mouvements des armées avant la bataille de Philippes (d'après Collart 1937, pl. XXVIII).

Les huit légions de Norbanus et Decidius occupent de concert le défilé des Sapéens, dans la région d'Abdère. Rhaskuporis montre alors aux républicains comment contourner la position par le nord, au prix de quatre jours de marche dans de difficiles chemins de montagne du Symbolon. Brutus et Cassius parviennent ainsi dans la plaine de Philippes. Prévenus par un autre prince thrace, Rhaskos, frère de Rhaskuporis, que leur position a été de nouveau tournée, Decidius et Norbanus se replient par la route de la côte sur Amphipolis.
Brutus et Cassius établissent chacun leur camp dans la plaine à l'ouest de Philippes, le premier sur les pentes au nord-ouest de la ville, le second sur une petite colline au sud-ouest.

## Forces en présence

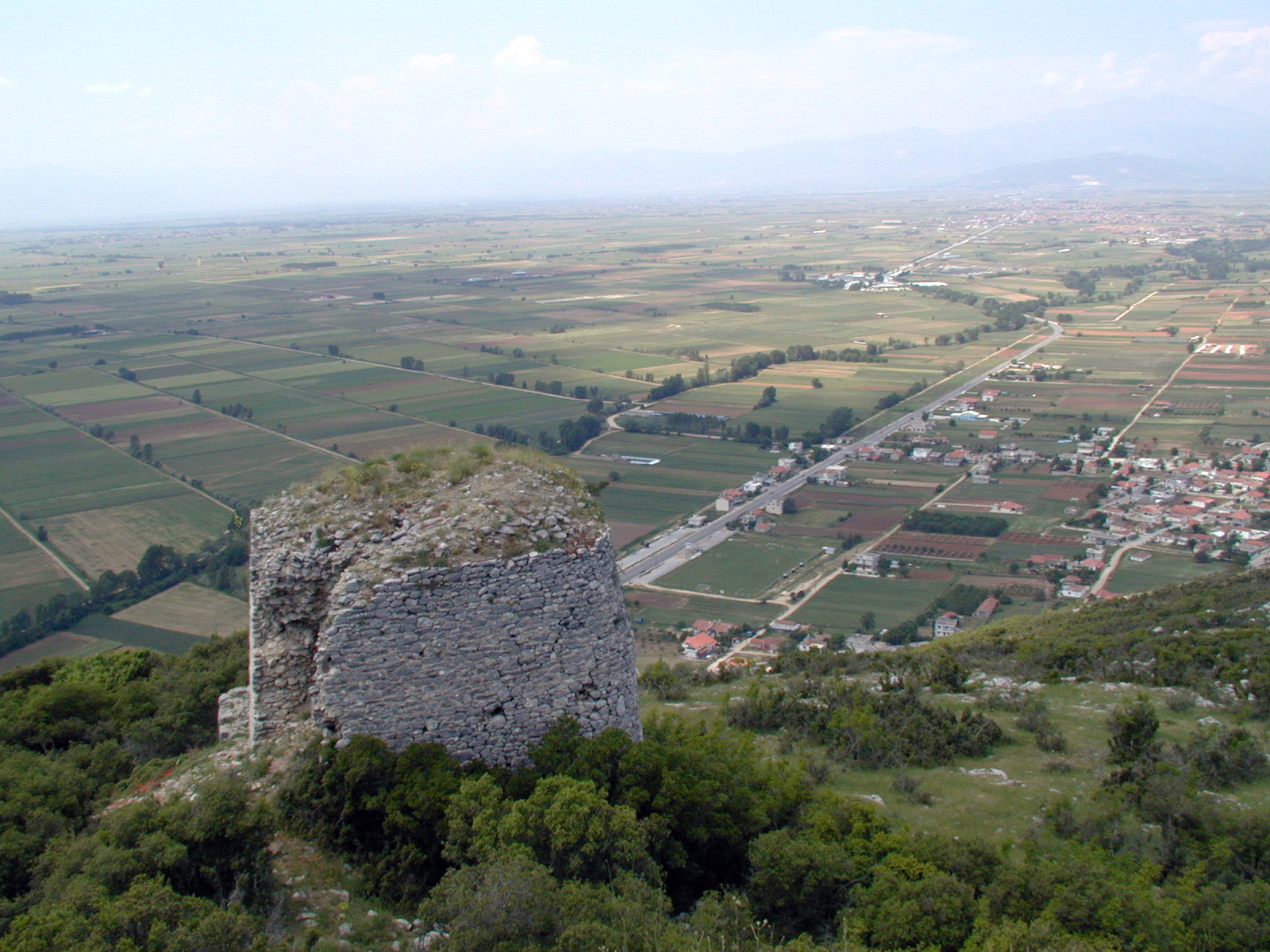
La plaine de Philippes, où eut lieu la première bataille, vue de l'acropole d'où Cassius assista à la déroute de ses forces et où il se suicida.

Dans le camp républicain, d'après Appien, Brutus dispose de huit légions et 6 000 cavaliers ; Cassius de onze légions et 6 000 cavaliers également. Brutus avait ainsi 4 000 cavaliers de Gaule et de Lusitanie, 3 000 de Thrace et d'Illyrie et 2 000 Parthes et Thessaliens. La cavalerie de Cassius de son côté se décompose en 2 000 Espagnols et Gaulois, 4 000 archers montés arabes, mèdes et parthes. Des princes alliés galates et asiatiques leur apportent des renforts d'infanterie et surtout 8 000 cavaliers supplémentaires, dont 3 000 proviennent de Rhaskuporis. Le total des forces républicaines s'établit à environ 80 000 hommes ; certaines légions étaient en sous-effectifs.
Dans le camp des triumvirs, vingt-huit des quarante-trois légions dont ils disposent en tout sont engagées dans cette campagne, mais huit en ont été détachées, de sorte qu'Octave et Antoine n'en disposent que de vingt devant Philippes. Contrairement aux légions républicaines, elles sont au maximum de leurs effectifs. Rhaskos a également fourni 5 000 cavaliers aux triumvirs.

## Première bataille de Philippes (première semaine d'octobre 42av. J.-C.)

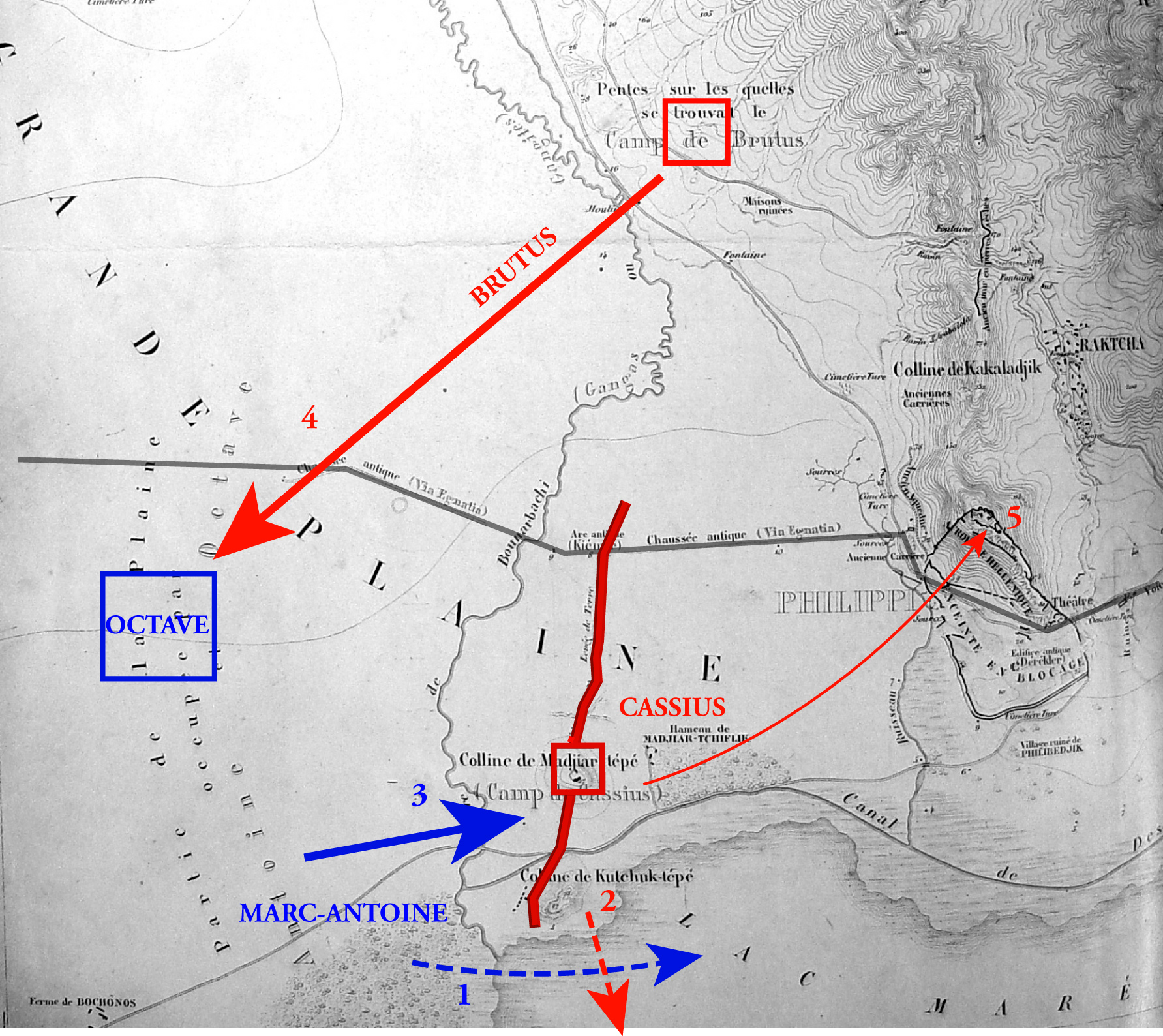
Fig. 2. Première bataille de Philippes (voir légende dans le texte ; d'après Collart 1937, pl. XXIX).

Antoine tente de retourner la protection qu'offre le marais aux républicains en profitant de la couverture qu'elle offre à ses troupes : il fait construire discrètement une chaussée qui contourne par le sud les positions de Cassius et, après dix jours de ce travail, envoie quelques troupes établir des redoutes au sud-est de celles-ci (fig. 2.1). Cassius surprend l'opération et riposte en faisant construire une digue dans le marais perpendiculaire à celle d'Antoine, le coupant ainsi de son avant-poste (fig. 2.2). Antoine lance alors une attaque frontale générale sur les positions de Cassius : il s'empare de son camp que ses soldats se mettent à piller (fig. 2.3).
Simultanément, les légions de Brutus attaquent au nord en direction du camp d'Octave, bousculent ses légions et s'emparent à leur tour du camp ennemi qu'ils mettent à sac. Octave lui-même, qui est malade depuis son départ de Rome , ne doit miraculeusement son salut — c'est ce qu'il rapporte dans ses mémoires — qu'à un rêve prémonitoire qui l'avait fait quitter le camp (fig. 2.4).
Chassé de ses fortifications, Cassius préfère se réfugier sur l'acropole de Philippes toute proche pour y bénéficier d'une vue d'ensemble du champ de bataille. Mais la poussière lui masque l'attaque de Brutus contre Octave et ne lui laisse à voir que la déroute de ses propres troupes. Jugeant la situation perdue, et malgré peut-être des messagers lui annonçant la victoire de Brutus, il demande à son affranchi Pindarus de le tuer (fig. 2.5).
La bataille se termine lorsque chaque armée se retire sur ses positions originelles en emportant le butin fait dans le camp adverse. Les pertes sont lourdes des deux côtés : Cassius et Brutus auraient perdu 8 000 hommes et Octave et Antoine 16 000. Ces chiffres élevés (et douteux comme tous les chiffres de pertes des batailles antiques) témoignent de la violence des combats de cette première bataille indécise. Brutus fait enterrer Cassius secrètement à Thasos pour essayer de limiter les effets de cette nouvelle sur l'armée républicaine.

## Seconde bataille de Philippes (23 octobre 42av. J.-C.)

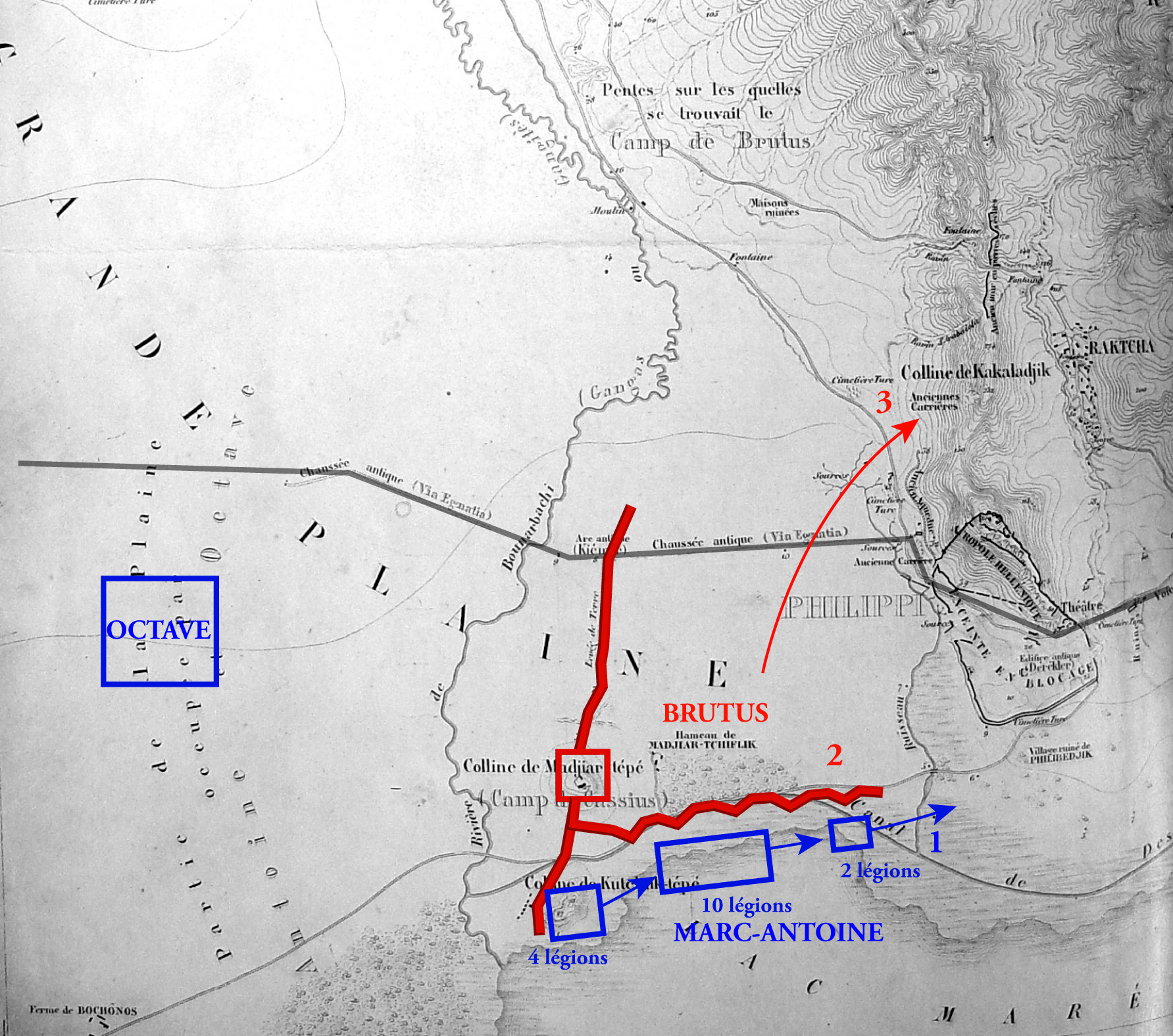
Fig. 3. Seconde bataille de Philippes (voir légende dans le texte ; d'après Collart 1937, pl. XXIX).

Le jour même de la première bataille de Philippes a lieu un engagement naval en mer Ionienne : la flotte républicaine de Murcus (la) et Ahenobarbus détruisent les renforts de deux légions que Domitius Calvinus devait apporter à Octave. Ce revers contraint les triumvirs à garder l'initiative et à forcer les républicains au combat, car leur situation logistique reste très mauvaise. Brutus de son côté occupe les anciennes positions de Cassius et souhaite de nouveau temporiser pour affaiblir ses adversaires.
Antoine tente de nouveau de contourner par le flanc sud les républicains, mais en y engageant l'essentiel de ses forces (fig. 3.1). Il fait occuper par quatre légions la colline secondaire entre le camp de Cassius et le marais, que Brutus a omis de réoccuper. Puis, à partir de cette position, il envoie dix légions établir un autre camp cinq stades plus à l'est le long du marais, et de nouveau deux autres légions construire un troisième camp, quatre stades à l'est du second.
Brutus réagit en construisant une série de redoutes pour faire face à ces nouveaux déploiements (fig. 3.2). La ligne de front change ainsi complètement de direction pour devenir ouest-est et non plus nord-sud. Elle s'étend dangereusement dans la direction de Philippes et menace de couper Brutus de sa ligne de communication avec la mer. Les triumvirs font de leur côté le pari d'occuper une position délicate, le long du marais, qui ne leur laisse pas ou peu de possibilité de retraite s'ils sont vaincus.

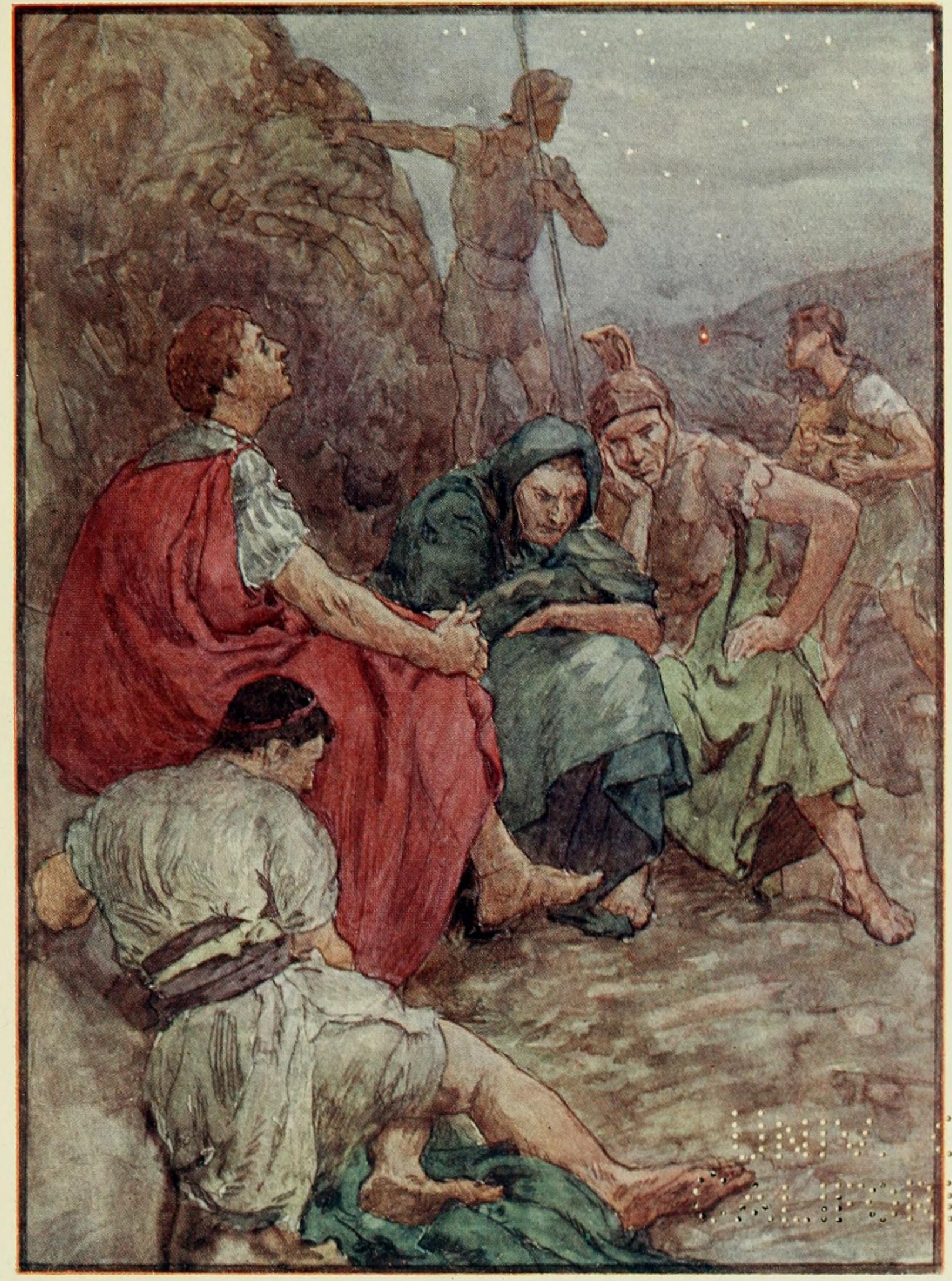
Brutus et ses compagnons après la bataille de Philippes.

La seconde bataille de Philippes est finalement engagée le 23 octobre vers 15 heures, trois semaines après la première, lorsque Brutus cède à ses officiers qui le pressent de lancer le combat. D'après Appien, ce sont les soldats d'Octave qui font cette fois la décision et s'emparent des postes de fortification de Brutus. La défaite tourne rapidement à la déroute, les républicains fuyant vers la mer et la montagne. 
Brutus fait retraite vers les hauteurs (fig. 3.3), d'où il pense pouvoir poursuivre le combat et reprendre son camp investi par Octave. Mais il doit se résigner, abandonné par ses hommes : il choisit de se suicider à son tour plutôt que d'être fait prisonnier. 
Antoine fait brûler son cadavre sur un bûcher et envoyer ses cendres à sa mère, Servilia Cæpionis. D'après Suétone, au contraire, Octave lui tranche la tête pour la faire jeter aux pieds de la statue de César à Rome. Parmi les fuyards, le poète latin Horace n'est pas le dernier, lui qui avait attaché sa destinée à celle de Brutus. Les troupes républicaines restantes capitulent et se mettent aux ordres des triumvirs. Il n'y a pas d'estimations sur les pertes subies par les deux camps dans cette seconde bataille.

## Conséquences de la victoire des triumvirs
Octave et Antoine licencient une partie de leurs troupes sur le champ de bataille et fondent une colonie romaine sur le site de la ville grecque de Philippes, la colonia Iulia Victrix Philippensis, dédiée à la victoire qu'ils viennent de remporter. Ils élèvent probablement un monument sur le champ de bataille, dont on n'a pas trouvé la trace. À l'endroit où la via Egnatia passait la levée de terre de Cassius, est construit un arc monumental qui marque, selon les interprétations, soit le pomœrium de la colonie, soit les nécropoles, et notamment celle des soldats tombés dans la bataille.
Les triumvirs procèdent à un partage du monde romain. Antoine, grand artisan de la victoire, obtient la Narbonnaise et surtout l'Orient qui reste sous la menace des Parthes. Octave conserve l'Occident, à charge pour lui de distribuer les terres aux vétérans de l'armée aux dépens des propriétaires fonciers italiens et d'éliminer Sextus Pompée. Lépide, qui n'a pas participé à la bataille de Philippes, doit se contenter de l'Afrique.
La République romaine est bien morte, mais la forme du régime qui la remplacera reste à déterminer : plus de dix ans de guerres civiles séparent Philippes d'Actium, l'acte de naissance de l'Empire romain.

## Télévision
La bataille de Philippes constitue la fin du 6e épisode de la saison 2 de la série Rome. 
La fin de Brutus diffère cependant de la réalité historique, celui-ci mourant sous les glaives des soldats d'Antoine et d'Octave. 
Quant à Cassius, il meurt bel et bien des blessures subies au combat.